# Plymouth (Wisconsin)
Plymouth ist eine Stadt (mit dem Status „City“) im Sheboygan County im US-amerikanischen Bundesstaat Wisconsin. Im Jahr 2010 hatte Plymouth 8445 Einwohner.

## Geografie
Plymouth liegt im Südosten Wisconsins beiderseits des Mullet River, der über den Sheboygan River zum Einzugsgebiet des rund 25 km östlich gelegenen Michigansees gehört. 
Die geografischen Koordinaten von Plymouth sind 43°44′55″ nördlicher Breite und 87°58′37″ westlicher Länge. Das Stadtgebiet erstreckt sich über eine Fläche von 13,83 km² und wird von der Town of Plymouth umgeben, ohne dieser anzugehören.
Nachbarorte von Plymouth sind Howards Grove (21,4 km nordöstlich), Sheboygan Falls (14,2 km östlich), Oostburg (28,5 km südöstlich), Waldo (10,3 km südsüdöstlich), Cascade (11,7 km südsüdwestlich), Greenbush (10 km westnordwestlich), Glenbeulah (9,4 km nordwestlich) und Elkhart Lake (11,5 km nordnordwestlich).
Die nächstgelegenen größeren Städte sind Green Bay (95,5 km nördlich), Appleton (81,6 km nordwestlich), Wisconsins Hauptstadt Madison (161 km südwestlich), Wisconsins größte Stadt Milwaukee (84,1 km südlich) und Chicago in Illinois (230 km in der gleichen Richtung).

## Verkehr
In Plymouth treffen die Wisconsin State Highways 23, 57 und 67 zusammen. Alle weiteren Straßen sind untergeordnete Landstraßen, teils unbefestigte Fahrwege sowie innerörtliche Verbindungsstraßen.
In Plymouth treffen zwei Eisenbahnlinien für den Frachtverkehr der Wisconsin and Southern Railroad (WSOR) zusammen.
Mit dem Sheboygan County Memorial Airport befindet sich 13 km östlich ein kleiner Flugplatz. Die nächsten Verkehrsflughäfen sind der Austin Straubel International Airport in Green Bay (99,5 km nördlich) und der Milwaukee Mitchell International Airport in Milwaukee (94,2 km südlich).

## Bevölkerung
Nach der Volkszählung im Jahr 2010 lebten in Plymouth 8445 Menschen in 3710 Haushalten. Die Bevölkerungsdichte betrug 610,6 Einwohner pro Quadratkilometer. In den 3710 Haushalten lebten statistisch je 2,26 Personen. 
Ethnisch betrachtet setzte sich die Bevölkerung zusammen aus 96,2 Prozent Weißen, 0,4 Prozent Afroamerikanern, 0,4 Prozent amerikanischen Ureinwohnern, 0,7 Prozent Asiaten sowie 0,9 Prozent aus anderen ethnischen Gruppen; 1,4 Prozent stammten von zwei oder mehr Ethnien ab. Unabhängig von der ethnischen Zugehörigkeit waren 2,4 Prozent der Bevölkerung spanischer oder lateinamerikanischer Abstammung. 
24,2 Prozent der Bevölkerung waren unter 18 Jahre alt, 58,5 Prozent waren zwischen 18 und 64 und 17,3 Prozent waren 65 Jahre oder älter. 52,4 Prozent der Bevölkerung waren weiblich.
Das mittlere jährliche Einkommen eines Haushalts lag bei 44.679 USD. Das Pro-Kopf-Einkommen betrug 26.507 USD. 11,0 Prozent der Einwohner lebten unterhalb der Armutsgrenze.

## Persönlichkeiten
- Tony Evers (* 1951), Politiker